# Ратичи
Ра́тичи (бел. Ра́цічы) — агрогородок в Гродненском районе Гродненской области Белоруссии. Входит в состав Подлабенского сельсовета.

## География
Расположен в 15 км напрямую на северо-запад от Гродно, в 17 км от железнодорожной станции Гродно, на автомобильной дороге Гродно — Сопоцкин.
Пролегает дорога Н6537.

## Этимология
Существует 2 версии названия агрогородка.
Первая говорит о том, что в древние времена владел этими землями некто Ратич и от его имени и пошло название населенного пункта.
Вторая версия повествует о том, что название произошло от слова «рать». Именно здесь собиралось ополчение, готовясь к военным походам на крестоносцев. Последняя версия подтверждает, что агрогородок в прошлом пережила все войны, вражеские нашествия, пожары и испытания постигшие «Неманский край», как называет Понеманье Аркадий Смолич в «Географии Беларуси», которая писалась в 1915—1920 гг.

## История
Точная дата основания населенного пункта не известна. Но настоятель храма в честь Преображения Господня г.п. Сопоцкин иерей Василий Татарчук в своих исследованиях по истории православия утверждает, что уже к середине XVI ст. большая часть Сопоцкинского края, включая линию сел Лойки-Ратичи-Гиновичи-Рыгаловка-Липск, была заселена православным населением, которое окормлялось православным духовенством, что может свидетельствовать о существовании деревни Ратичи в этот период времени.
Сохранились также сведения о том, что в 1840 году эти земли были дарованы генерал-лейтенанту кавалерии Алексею Свечину. В память об отце в 1848 году его сын построил в Перстуни храм. Впоследствии храм стал центром религиозной жизни агрогородка Ратичи.
В 1954—1959 годах центр Ратичского сельсовета. До 1966 года деревня в составе Наумовичского сельсовета. С 1966 года в составе Гиновичского сельсовета (с 1985 года Ратичский сельсовет), в 1985—2002 годах центр сельсовета.
В 2010 году деревня Ратичи преобразована в агрогородок.

## Население

### Численность
- 2018 год — 512 жителей

### Динамика
- 1999 год — 512 жителей (перепись населения)
- 2001 год — 492 жителей, 187 дворов
- 2009 год — 497 жителей (перепись населения)[5]
- 2018 год — 512 жителей

## Экономика
- СПК «Нива-2003». Был основан в 1951 году и назывался колхоз «Красный борец». Сначала в нём было всего 54 человека. В хозяйстве имелось 84,4 гектара земли (из них пашни 58 гектаров), 4 коровы, 8 лошадей, 8 свиней, 2 теленка, 4 плуга и 2 бороны. В 1953 году колхоз "Красный борец" объединился с колхозом «33-я годовщина Великого Октября». Позже колхоз был переименован в СКП «Нива — 2003».

## Культура
- Дом культуры
- Музей ГУО "Ратичская средняя школа"

## Достопримечательность
- Братская могила
- Мемориальный знак жертвам Первой мировой войны. На месте захоронения останков солдат Русской армии возле деревни Ратичи (Сопоцкинское направление Гродненского района) установлен высокий православный гранитный крест с пьедесталом и мемориальная доска с памятной надписью.